# الجمل التي لها محل من الإعراب
الجمل التي لها محل من الإعراب. في علم النحو هي الجمل التي تحل محل المفرد الاسم الظاهر وتعرب إعرابه. كأن تحل محل الخبر وهي تأتي على سبعة أضرب:
- الجملة الخبرية

ولها محلان الرفع والنصب: وهي نوعان:
1. خبرية في محل نصب لكان وأخواتها. مثال: فعلية {كانَ الطَّالبُ يَجُّدُ فِي دِرَاسَتِه}. اسمية {كانَ الرَّجُلُ مِزاجُهُ صَعبٌ}

1. خبرية في محل رفع وهي نوعان:

أ - في محل رفع خبر لمبتدأ: مثال فعلية {الأمُّ تُطعِمُ اِبنَها}. اسمية {الحَدِيقَةُ وُرُودهَا جَمِيلةٌ}.
ب - في محل رفع خبر لأنّ وأخواتها: مثال: فعلية {لعلّ المُهَاجر يَعُوْد}. اسمية {ليْتَ الطَّالب نَتَائِجُهُ جَيِّدةٌ}.
- الجملة الحالية: محلها النصب : ولها شرطان:

أ - أن يكونَ صاحبُ الحال معرفةً.
ب - أن تشتمل جملةُ الحال على ضميرٍ عائدٍ على صاحب الحال. نحو: جاءَني صديقي يضحك. وقد تأتي جملةُ الحال مقترنةً بالواو، نحو:جئْتُ والمطرُ منهمرٌ.
- الجملة المفعولية: محلُّها النّصب: تكون مفعولاً به للأفعال التي تتعدّى إلى مفعول به واحد وخاصّة بعد القول أو ما في معناه.

أجاب، ردّ، أردف مثال: {قَالَ الرَّجُل الحِلْمُ سيّدُ الأخلاق }. جملة مقول القول في محلّ نصب مفعول به وتقع مفعولاً به ثانياً للأفعال التي تتعدّى إلى مفعولين، مثال: {علمْتُ أنَّ الدَّرسَ تَأجَّل} إن مع اسمها وخبرها سدّت مسدّ مفعولي(علم) في محلّ نصب.
- الجملة الوصفية : تكون في محل رفع ونصب وجر، بحسب الموصوف: لها شرطان:

أ - أن يكون الموصوف نكرة.
ب - أن تشتمل جملة النعت على ضمير بارز أو مستتر يعود على المنعوت مثال: {إنَّه طَّالبٌ يواظب على دراسته}. رفع صفة {مَررتُ برجلٍيحرثُأرضه} جرّ صفة. {الوقتُ سيفٌ حدّه قاطعٌ }اسمية رفع صفة {رَأيتُ طِفلاً وجههُ جميلٌ} نصب صفة.
- الجملة الإضافية: محلُّها الجرّ : وهي كلُّ جملة تقع بعد ظرف، كجمل أفعال الشرط بعد الأدوات (إذا، كلّما، لمّا، حيثما، متى، أيان، أينما، أنى) مثال:{إِذا جئتَني أَكْرمتُكَ}، {أهوى السفرَ حينَ الليل يأتي}.
- جملة جواب الشرط الجازم المقترن بالفاء : محلها الجزم ولها شرطان:

أ - أن يكونَ الشرطُ جازماً مثال :{من ْيجتهدْ فالنجاحُ حليفهُ}. في محلّ جزم جواب الشرط الجازم.
ب - أن تقترن بالفاء مثال: {إنْ تسافرْ فلن تندم}. إن اختلَّ أحد الشرطين لم يعدْ لها محلٌ من الإعراب.
- الجملة التابعة لجملة لها محل من الإعراب:نحو: "إذا نهضت الأمة، بلغت من المجد الغاية، وأدركت من السؤدد النهاية". جملة {بلغت من المجد الغاية} لا محل لها من الإعراب لأنها جواب شرط غير جازم وهو إذا، وجملة و"أدركت.." لا محل لها من الإعراب أيضًا لأنها معطوفة على جملة "بلغت".[2]

## جدول توضيح
| الموضع                                                   | مثال                            |
| -------------------------------------------------------- | ------------------------------- |
| الجملة الخبرية                                           | زيد، أبوه قائم                  |
| الجملة الحالية                                           | (لا تقربوا الصلواة وانتم سكارى) |
| الجملة المفعولية                                         | (قال إني عبد الله)              |
| الجملة الوصفية                                           | {إنَّه طَّالبٌ (يواظب) على دراسته}   |
| المضاف إليها                                             | (يوم ولدت)                      |
| الواقعة بعد الفاء أو إذا جوابا لشرط جازم                 | (و من يضلل الله فلا هادي له)    |
| التابعة لجملة لها محل ويقع ذلك في بابي النسق والبدل خاصة | زيد قام أبوه وقعد أخوه          |

قال ابن هشام: والحق أنها تسع، والذي أهملوه الجملة المستثناة نحو (إلا من تولى وكفر فيعذبه الله) والجملة المسند إليها نحو (سواء عليهم أأنذرتهم أم لم تنذرهم) تسمع بالمعيدي خير من أن تراه.
قال الشيخ بدر الدين ابن أم قاسم: